# 黄河 (1960年)
黄河（1960年—），陕西富平人，汉族，中华人民共和国政治人物、第十一届全国人民代表大会陕西地区代表。
毕业于西北政法学院政治经济学专业。加入农工党。担任陕西省高级人民法院副院长、西安市政协副主席。2008年起担任全国人大代表。